# Саподила
Саподилата (Manilkara zapota) е дългогодишно вечнозелено дърво, родом от Южно Мексико, Централна Америка и Карибите. Примерно природно явление е в крайбрежния Юкатан в екорегиона мангрови гори Petenes, където е субдоминиращ растителен вид. Въведен е във Филипините по време на испанската колонизация. Отглежда се в големи количества в Индия, Пакистан, Тайланд, Малайзия, Камбоджа, Индонезия, Виетнам, Бангладеш и Мексико.
Името на испански: zapote (чете се „сапоте“) произлиза от науатъл думата tzapotl.

## Описание
Саподилата е вечнозелено дърво, достигащо височина 15 – 20 м. Цветовете му са малки и бели. Плодовете са кръгли или овални с диаметър 5 – 10 см с месеста жълтеникавокафява сочна и сладка част. Всеки плод има по 10 – 12 твърди черни семена.
Плодът се препоръчва да се яде добре узрял, тъй като зеленият съдържа танин и млечен латекс (млечен сок), които не са приятни на вкус.

## Синоними
Синонимите на този вид включват:
- Achradelpha mammosa (L.) O.F.Cook
- Achras breviloba (Gilly) Lundell
- Achras calderonii (Gilly) Lundell
- Achras conzattii (Gilly) Lundell
- Achras coriacea Lundell
- Achras dactylina Lundell
- Achras gaumeri (Gilly) Lundell
- Achras latiloba Lundell
- Achras lobulata (Lundell) Lundell
- Achras lucuma Blanco
- Achras mammosa L. nom. illeg.
- Achras meridionalis (Gilly) Lundell
- Achras occidentalis Cels ex Ten.
- Achras paludosa Lundell
- Achras petenensis (Lundell) Lundell
- Achras rojasii (Gilly) Lundell
- Achras sapatilla J.Paul & W.Arnold
- Achras sapota L. [Spelling variant]
- Achras striata (Gilly) Lundell
- Achras tabogaensis (Gilly) Lundell
- Achras tainteriana Lundell
- Achras tchicomame Perr.
- Achras verrucosa Stokes
- Achras zapota L.
- Achras zapotilla (Jacq.) Nutt.
- Calocarpum mammosum (L.) Pierre
- Calospermum mammosum (L.) Pierre
- Gambeya mammosa (L.) Pierre
- Lucuma mammosa (L.) C.F.Gaertn.
- Lucuma zapota (L.) Urb.
- Manilkara achras (Mill.) Fosberg
- Manilkara breviloba Gilly
- Manilkara calderonii Gilly
- Manilkara conzattii Gilly
- Manilkara gaumeri Gilly
- Manilkara grisebachii (Pierre) Dubard
- Manilkara meridionalis Gilly
- Manilkara rojasii Gilly
- Manilkara striata Gilly
- Manilkara tabogaensis Gilly
- Manilkara zapotilla (Jacq.) Gilly
- Manilkariopsis lobulata Lundell
- Manilkariopsis meridionalis (Gilly) Lundell
- Manilkariopsis petenensis Lundell
- Manilkariopsis rojasii (Gilly) Lundell
- Manilkariopsis striata (Gilly) Lundell
- Manilkariopsis tabogaensis (Gilly) Lundell
- Mimusops grisebachii Pierre
- Nispero achras (Mill.) Aubrév.
- Pouteria mammosa (L.) Cronquist
- Sapota achras Mill.
- Sapota zapotilla (Jacq.) Coville ex Safford
- Vitellaria mammosa (L.) Radlk.